# احمد مهرنیا
احمد مهرنیا (زاده ۲ مهر ۱۳۳۴ در کرمانشاه) سرتیپ دوم خلبان نورثروپ اف-۵ نیروی هوایی ارتش جمهوری اسلامی ایران و شرکت‌کننده در جنگ ایران و عراق بود. مهرنیا در سال ۱۳۶۰ در یکی از دسته‌های پروازی اف-۵ از پایگاه هوایی تبریز وظیفه پشتیبانی هوایی از تانکرهای سوخت‌رسان عملیات اچ-۳ را برعهده داشت.
وی پس از بازنشستگی به تحقیق و تألیف کتب مختلف راجع به عملیات‌های مختلف نیروی هوایی ارتش جمهوری اسلامی ایران در دوران جنگ ایران و عراق و همچنین تألیف زندگینامه خلبانان و قهرمانان جنگ پرداخته‌است. از جمله تالیفات مطرح وی می‌توان به کتاب «حمله به الولید» و سری «ستاره‌های نبرد هوایی» اشاره کرد.

## زندگی‌نامه
احمد مهرنیا ۲ مهر ۱۳۳۴ در محلهٔ مصوری شهر کرمانشاه دیده به جهان گشود. پدرش اهل روستای زیدشت طالقان و از کارکنان شهربانی آن زمان بود. احمد یک ساله بود که خانواده به تهران برگشتند. او تحصیلات ابتدایی را در مدارس نظام‌مافی مهرآباد جنوبی و دبستان استاد بهمنیار واقع در محلهٔ شادآباد تهران به اتمام رساند و موفق شد در همین محل دورهٔ سیکل را نیز خاتمه دهد. کلاس دهم و یازدهم را در دبیرستان نظام‌مافی مهرآباد و دوازدهم را در دبیرستان ملی فیروز، نزدیک تقاطع خیابان‌های آزادی- نواب طی کرد.
با اخذ دیپلم، به دنبال دستیابی به شغل مورد علاقه‌اش یعنی پزشکی مطالعه را سخت‌تر کرد. اما در اولین سال کنکور موفق نشد. در حالی‌که سال بعد علاوه بر مطالعه شخصی به کلاس کنکور هم می‌رفت و تقریباً از موفقیت خود اطمینان پیدا کرده بود، دست سرنوشت او را به مرکز استخدام نیروی هوایی کشاند و ۱۴ مهرماه ۱۳۵۳ لباس دانشجوی خلبانی نظامی را بر تن کرد. ظرف مدت پانزده ماه دروس علمی، زبان انگلیسی، آکادمی پرواز و اولین تمرینات پرواز با هواپیمای بونانزا را به استادی؛ خلبان ربیعی در ایران به پایان رساند و برای ادامهٔ دوره عازم ایالت تگزاس آمریکا شد. در مدتی نصف برنامه، دیپلم زبان تخصصی را از پایگاه لکلند گرفت. سپس پرواز با هواپیمای سبک ملخ دار CessnaT-41 Mescalero از فرودگاه هوندو، جت مادون صوت سسنا تی-۳۷ تویت را در پایگاه شپارد و جت مافوق صوت نورثروپ تی-۳۸ تالون را در پایگاه لافلین، با نمرات عالی خاتمه داد و دی ماه ۱۳۵۶ با دریافت نشان خلبانی و درجهٔ ستوان دومی به کشور برگشت.

## خدمت در نیروی هوایی ارتش
مهرنیا پس از حضور در یک مأموریت، به‌عنوان افسر رابط نظامی در یگانی از نیروی زمینی و اجرای یک رزمایش بزرگ در غرب کشور، دورهٔ آموزش رزمی هواپیمای شکاری اف-۵ ئی را در پایگاه هوایی دزفول آغاز و اواسط تابستان ۱۳۵۷ فارغ‌التحصیل شد. او بلافاصله پس از این دوره به پایگاه هوایی تبریز انتقال یافت و به‌عنوان خلبان شکاری تاکتیکی در گردان ۲۳ شکاری، به فرماندهی سرگرد ابراهیم رسول‌زاده مشغول خدمت شد. شروع پروازهای رزمی او با اوج گرفتن جریانات انقلاب ایران هم‌زمان شد.
خیلی زود با آغاز تجاوزات زمینی و هوایی عراق، وی بهمراه خلبانان هم قطارش به مقابله با این تجاوزات پرداختند. سی و یکم شهریور ۱۳۵۹ نقطهٔ عطف تجاوز عراق به سرزمین کهن ایران بود که با حملهٔ هوایی گسترده به پانزده نقطه از کشور، از جمله بیشتر پایگاه‌های هوایی ارتش ایران، جنگی هشت ساله و نابرابر را بر ملت ایران تحمیل کرد. مهرنیا در ایام دفاع مقدس در قالب یکی از رزمندگان، ۱۷۴ مأموریت گشت رزمی و پرواز پوشش هوایی، ۷۲ سورتی پرواز آلرت (اسکرامبل) و تعدادی اسکورت هوایی را در پایگاه‌های تبریز، اصفهان، دزفول، امیدیه و بوشهر انجام داده و در ۴۴ عملیات بمباران برون‌مرزی و پشتیبانی نزدیک هوایی از نیروهای سطحی شرکت داشته‌است. او در خلال سال‌های جنگ معلم خلبان هواپیمای اف-۵ شد و علاوه بر انجام پروازهای آموزشی، آزمایشی و دیگر مأموریت‌های عملیاتی گردان پرواز، همواره کارهای داوطلبانه دیگری را نیز برعهده می‌گرفت، که از جمله آن‌ها می‌توان به ریاست تأسیسات و مهندسی و سرپرستی معاونت لجستیک این پایگاه اشاره کرد.

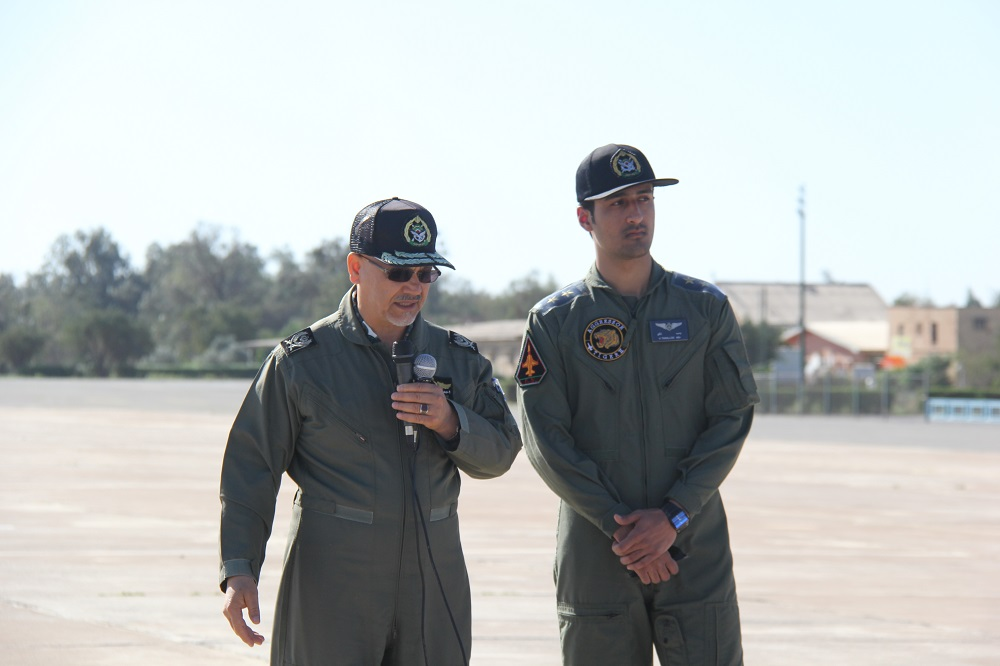

اواخر سال ۱۳۶۸ برای عهده‌دار شدن مسئولیت وابستهٔ نظامی به ادارهٔ دوم ستاد مشترک (سماجا) منتقل و بعد از طی دوره‌های مربوطه، اوایل تابستان ۱۳۷۰ عازم توکیو شد. اما تحولات اقتصادی منفی در ایران و کاهش شدید قیمت دلار در مقابل ین ژاپن، عرصه را بر او تنگ کرد و اجباراً اواسط اسفند همین سال به کشور برگشت. کمتر از یک سال بعد به معاونت عملیات ستاد نیروی هوایی منتقل و وظایف محوله در مدیریت آموزش این معاونت را بر عهده گرفت. او در سال تحصیلی ۱۳۷۲ در رشته مدیریت دفاعی دانشکده فرماندهی و ستاد (دافوس) ارتش قبول و طی دو سال موفق به اخذ مدرک کارشناسی ارشد «مدیریت امور دفاعی» از این دانشکده شد. با دریافت این مدرک او بار دیگر مشاغل مختلفی را در مدیریت آموزش معاونت عملیات نهاجا و اداره بازرسی و ایمنی ستاد نهاجا (جانشین مدیر بازرسی) عهده‌دار شد. بهمن سال ۱۳۷۹ در کنکور رشتهٔ «مدیریت استراتژیک» دانشگاه عالی دفاع ملی (داعا) قبول و طی دو سال، تحصیل نظری در مقطع دکتری را به اتمام رساند. وی با توجه به اشتغال در شغل‌های حساس، آبان ۱۳۸۵ از رسالهٔ خود با درجه «خیلی خوب» دفاع کرد. از سال ۱۳۷۹ تا ۱۳۸۴ دو سال مدیر اطلاعات معاونت اطلاعات نهاجا (ستاد) و دو سال جانشین فرماندهی پایگاه هوایی دزفول بود. در این پایگاه به درجهٔ سرتیپ دومی مفتخر شد و پس از ۳۱ سال خدمت به افتخار بازنشستگی نایل آمد.

## فعالیت‌های فرهنگی
سال بعد از بازنشستگی در کسوت استادی، شروع به آموزش دانشجویان مقاطع کارشناسی، کارشناسی عالی و کارشناسی ارشد در دانشگاه‌های؛ هوایی شهید ستاری، افسری امام علی (ع)، فارابی و دافوس کرد. او در این مدت چند مقاله، جزوه، کتاب «نظریه‌های راهبردی» با همکاری دو تن از استادان دافوس و کتاب «حملهٔ هوایی به الولید» را به رشتهٔ تحریر درآورد و هم‌زمان به گردآوری و تدوین عملیات‌های هوایی در سال‌های دفاع مقدس مشغول شد. سری کتاب‌های «ستاره‌های نبرد هوایی» ویژه زندگینامه و خاطرات خلبانان دفاع مقدس یکی دیگر از تألیفات اوست.